# الثابتة (موسيقى)

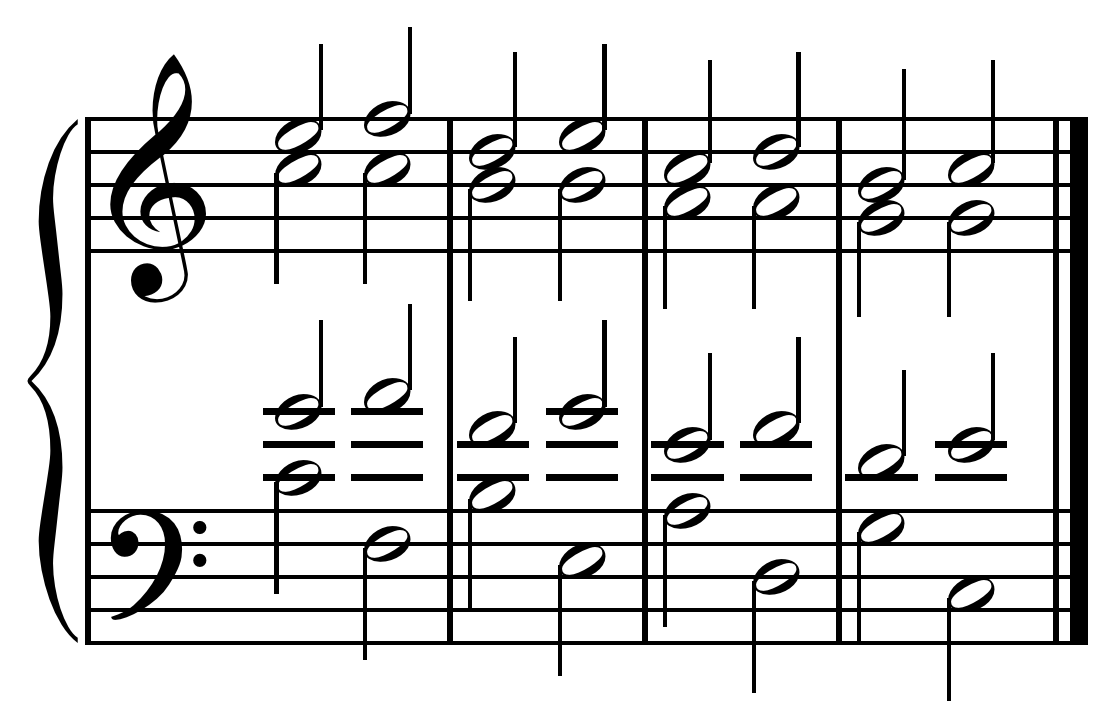

الثابتة أو النغمة الثابتة، و تسمى كذلك "الغماز".اسم يطلق على خامس درجة في سلم موسيقى أو مقام؛ فالنغمة الثابتة في سلم أو مقام دو الكبير هي صول، وفي صول الكبير هي ري، وهكذا دواليك.